# 威爾·史密斯 (捕手)
威廉·迪爾斯·史密斯（英語：William Dills Smith，1995年3月28日—），為美國職棒大聯盟的捕手，目前效力於洛杉磯道奇。2016年美國職棒大聯盟選秀，史密斯在首輪被道奇隊選中，之後於2019年登上大聯盟。

## 職業生涯
史密斯於開拓者聯盟開啟職棒生涯，不久後便升上1A。2017年，他入選加州聯盟的全明星，並在7月升上2A。2018年季中，史密斯升上3A。該年他的打擊率為2成33，並敲出20轟與59分打點。
2019年，史密斯從3A開季。他在5月27日登上大聯盟，並成功敲出2支安打。6月1日，史密斯敲出大聯盟首轟，而且是支再見全壘打。6月23日，史密斯敲出再見3分砲，讓道奇隊寫下連續3場比賽都由菜鳥球員敲出再見轟的創舉。之後他被下放3A，並入選該聯盟的明星賽。該年他在3A的打擊率為2成68，並敲出20轟與54分打點，因此他成功取代奧斯汀·巴恩斯成為道奇主力捕手。7月27日，史密斯單場打回6分打點追平隊史菜鳥捕手單場打點紀錄。這年他在大聯盟繳出2成53的打擊率，外帶15轟與42分打點，不過他在國聯分區賽13個打數僅敲出1支安打，最終球隊遭到國民淘汰。
2020年，史密斯出賽37場比賽，打擊率為2成89，並敲出8轟與25分打點。2020年國家聯盟分區賽第三戰，史密斯單場敲出5支安打，刷新隊史季後賽個人單場安打紀錄。10月16日，史密斯和國聯冠軍賽第五戰和同名同姓的勇士隊投手Will Smith對決，結果史密斯成功擊出3分全壘打。他在世界大賽上敲出4支安打，包含一支全壘打。儘管他在第四場因為接球失誤導致球隊輸球，不過最終道奇仍以4勝2敗拿下世界大賽冠軍。

## 個人生活
史密斯有一個妹妹，而他本人從小就是紅襪球迷，最愛的球員是大衛·歐提茲。

## 外部連結
- 球員資訊和成績在MLB ，ESPN ，Baseball Reference ，Baseball Reference (Minors) ，Fangraphs ，The Baseball Cube （英文）